# Рубинс, Нэнси
Нэнси Рубинс (Nancy Rubins; 3 декабря 1952, Нейплс (англ.), Техас — современная американская художница, супруга (до 2015 года) художника Криса Бёрдена.

## Биография
Нэнси Рубинс родилась в г. Нейплс, штат Техас, выросла в Таллэхома, училась в Институте Мэриленда, Колледже искусств, Балтимор, и Университете Калифорнии, Дэвис. В настоящее время живёт и работает в Каньоне Топанга, Калифорния.

## Персональные выставки
| - 2007 Richard Levy Gallery, Альбукерке - 2006 Sculpture Center, Лонг-Айленд - 2002 Chas — MOCA Grand Avenue, Лос-Анджелес - 1997 Aspen Art Museum, Аспен - 1995 Rhona Hoffman Gallery, Чикаго |

## Публичные коллекции
- Burgundy Frac, Дижон, Франция
- Museum of Contemporary Art, Лос-Анджелес
- Museum of Contemporary Art, Сан Диего
- Museum of Modern Art, Нью-Йорк
- Museum of Contemporary Art, Чикаго
- Sun America Collections, Лос-Анджелес
- ArtPace, Хьюстон
- Knoxville Museum of Art, Knoxville
- Hof de Neuen Galerie, Graz
- Whitney Museum of American Art, Нью-Йорк